# Charles Calais
Charles Calais, né le 27 mars 1883 à Nice et mort le 8 février 1914 dans la même ville, est un poète français.

## Biographie
Charles Calais est le fils de Jean Calais, commis de librairie, et de Jeanne Marie Turoglio, couturière et lingère. Il fait ses études au petit séminaire comme boursier dans la section ecclésiastique ; c'est un très bon élève. Profitant de la profession de son père, il a un accès facile aux livres de la librairie. Pour le bicentenaire de la mort de Jean Racine, il compose un poème qui est lu dans toutes les classes.
À 16 ans, il renonce au grand séminaire et il décide qu'il sera poète. À 18 ans, il entre dans l'administration des PTT ; il est guichetier à la Grande Poste de Nice. Ses nuits se passent en lectures et en écritures. Il écrit les recueils Poèmes du cœur gaspillé et Poèmes ensoleillés, utilisant un registre plus parisien que niçois, un peu encanaillé, comme son ami et modèle Francis Carco. 
Avec Louis Géry, François Bonjean et Victor Rocca, il fait paraître le recueil Quelques poèmes — qui lui vaut l'estime des critiques Maurice Maeterlinck et Laurent Tailhade — et il crée le Cahier des Poètes. Francis Carco participe aux différents numéros du Cahier des Poètes et en fait un porte-parole national de la jeune poésie.
Il est emporté par la maladie et ses amis rédigent une note qui paraît dans les journaux locaux : La mort vient de le surprendre au moment où il méditait la publication de ses poèmes. C’est un vrai poète qui s’en va, en pleine possession de son art, si scrupuleux qu’il hésitait toujours à se produire, mais qui a laissé une œuvre sur laquelle ses amis sauront veiller. Le temps lui donnera cette gloire posthume qu’il pressentait avec une ironie amère, ces derniers temps.
Charles Calais, admirable chantre de sa ville natale et des rivages méditerranéens, est un poète trop tôt disparu. Dans sa ville de Nice, un bas-relief en bronze réalisé par le sculpteur Victor Nicolas lui rend hommage au bas de la montée Eberlé vers le château, lieu où il aimait particulièrement flâner. Par ailleurs, une rue porte son nom dans le quartier de la Villa Arson.